# Jorge Victoriano Alonso
Jorge Victoriano Alonso (Coronel Suárez, 9 de noviembre de 1936 - Buenos Aires, 21 de octubre de 2012) fue un escritor y periodista argentino.

### Novelas
- Vientos de noviembre para el amor (1998) - Finalista del Premio Primavera de Novela
- La calle de las calas grises (2001)
- El amor nunca muere, sólo cambia de lugar
- Viajar para no morir
- El monasterio
- Los amores cruzados de Julio Cruz
- El fin del mundo
- La felicidad

### Relatos
- La curva de los jazmines muertos

### Teatro
- Luna de miel y paperas
- Los herederos

### Biografías
- El pensamiento de Francisco Romero
- Francisco Javier Muñoz, un arquitecto de nuestra cultura
- Mosconi, petróleo para los argentinos

Estos últimos tres trabajos fueron realizados con la colaboración de José Luis Speroni.
- Datos: Q27780654